# Caype
Caype es una localidad peruana ubicada en la región Apurímac, provincia de Abancay, distrito de Lambrama. Se encuentra a una altitud de 3204 m s. n. m. Tenía una población de 552 habitantes en 1993.

## Clima
| Parámetros climáticos promedio de Caype | Parámetros climáticos promedio de Caype | Parámetros climáticos promedio de Caype | Parámetros climáticos promedio de Caype | Parámetros climáticos promedio de Caype | Parámetros climáticos promedio de Caype | Parámetros climáticos promedio de Caype | Parámetros climáticos promedio de Caype | Parámetros climáticos promedio de Caype | Parámetros climáticos promedio de Caype | Parámetros climáticos promedio de Caype | Parámetros climáticos promedio de Caype | Parámetros climáticos promedio de Caype | Parámetros climáticos promedio de Caype |
| Mes                                     | Ene.                                    | Feb.                                    | Mar.                                    | Abr.                                    | May.                                    | Jun.                                    | Jul.                                    | Ago.                                    | Sep.                                    | Oct.                                    | Nov.                                    | Dic.                                    | Anual                                   |
| --------------------------------------- | --------------------------------------- | --------------------------------------- | --------------------------------------- | --------------------------------------- | --------------------------------------- | --------------------------------------- | --------------------------------------- | --------------------------------------- | --------------------------------------- | --------------------------------------- | --------------------------------------- | --------------------------------------- | --------------------------------------- |
| Temp. máx. media (°C)                   | 19.9                                    | 19.7                                    | 19.6                                    | 20.4                                    | 20.3                                    | 19.7                                    | 19.6                                    | 20.5                                    | 20.7                                    | 22.4                                    | 22.1                                    | 20.5                                    | 20.5                                    |
| Temp. media (°C)                        | 12.7                                    | 12.8                                    | 12.6                                    | 12.6                                    | 11.8                                    | 10.6                                    | 10.5                                    | 11.1                                    | 12.3                                    | 13.6                                    | 13.7                                    | 13                                      | 12.3                                    |
| Temp. mín. media (°C)                   | 5.6                                     | 5.9                                     | 5.7                                     | 4.9                                     | 3.3                                     | 1.6                                     | 1.4                                     | 1.7                                     | 3.9                                     | 4.9                                     | 5.3                                     | 5.6                                     | 4.2                                     |
| Fuente: climate-data.org                |                                         |                                         |                                         |                                         |                                         |                                         |                                         |                                         |                                         |                                         |                                         |                                         |                                         |